# حیوانات (ترانه مارتین گریکس)
«حیوانات» تک‌آهنگی از هنرمند اهل پادشاهی هلند مارتین گریکس است که در ۱۷ ژوئن ۲۰۱۳ منتشر شد.
این تک‌آهنگ در چارت‌های، والونیا، اسکاتلند، فلاندرز، بریتانیا در رتبه اول و در چارت‌های، فرانسه، آلمان، اسپانیا، فنلاند، سوئد، اتریش، جزو ده ترانه اول قرار گرفت.

## جدول‌های موسیقی
| جدول (۲۰۱۳–۲۰۱۴)                                  | بهترین جایگاه |
| ------------------------------------------------- | ------------- |
| استرالیا (ای‌آرآی‌ای)                               | ۲۹            |
| اتریش (او۳ تاپ ۴۰ اتریش)                          | ۵             |
| بلژیک (اولتراتاپ ۵۰ فلاندرز)                      | ۱             |
| بلژیک دنس (اولتراتاپ فلاندرز)                     | ۱             |
| بلژیک (اولتراتاپ ۵۰ والونی)                       | ۱             |
| دنس بلژیک (اولتراتاپ والونی)                      | ۴             |
| کانادا (۱۰۰ تک‌آهنگ داغ کانادا)                    | ۴۰            |
| سی‌اچ‌آر/تاپ ۴۰ کانادا (بیلبورد)                    | ۱۰            |
| کشورهای مستقل همسود (تاپ‌هیت)                      | ۳۰            |
| جمهوری چک (رادیو – تاپ ۱۰۰)                       | ۸             |
| جمهوری چک (۱۰۰ تک‌آهنگ دیجیتال برتر)               | ۲۵            |
| دانمارک (ترک‌لیسن)                                 | ۱۲            |
| فروش دیجیتال ترانه‌های اروپا (بیلبورد)             | ۳             |
| فنلاند (جدول‌های رسمی فنلاند)                      | ۲             |
| فرانسه (اس‌ان‌ئی‌پی)                                 | ۲             |
| آلمان (جدول‌های رسمی آلمان)                        | ۴             |
| مجارستان (۴۰ آهنگ رقص برتر)                       | ۱             |
| مجارستان (رادیوس تاپ ۴۰)                          | ۷             |
| مجارستان (۴۰ تک‌آهنگ برتر)                         | ۵             |
| ایرلند (ایرما)                                    | ۳             |
| ایتالیا (فیمی)                                    | ۱۴            |
| ایرپلی مکزیک (بیلبورد)                            | ۳۸            |
| هلند (۴۰ آهنگ برتر)                               | ۳             |
| هلند (۱۰۰ تک‌آهنگ برتر)                            | ۳             |
| نیوزیلند (ریکوردد میوزیک ان‌زد)                    | ۱۰            |
| نروژ (وی‌جی-لیستا)                                 | ۱۲            |
| رومانی (ایرپلی ۱۰۰)                               | ۱۱            |
| رومانی (پخش رادیویی رومانی)                       | ۵             |
| لهستان (۱۰۰ آهنگ برتر ایرپلی لهستان)              | ۱۶            |
| لهستان (۵۰ آهنگ رقص برتر)                         | ۲             |
| اسکاتلند (اوسی‌سی)                                 | ۱             |
| اسلواکی (رادیو – ۱۰۰ آهنگ برتر)                   | ۲۹            |
| اسلواکی (۱۰۰ تک‌آهنگ دیجیتال برتر)                 | ۶۰            |
| اسپانیا (پروموزیک)                                | ۶             |
| سوئد (فهرست برترین‌های سوئد)                       | ۴             |
| سوئیس (شوایزر هیت‌پاراد)                           | ۲             |
| تک‌آهنگ‌های بریتانیا (اوسی‌سی)                       | ۱             |
| موسیقی رقص بریتانیا (اوسی‌سی)                      | ۱             |
| بیلبورد هات ۱۰۰ ایالات متحده                      | ۲۱            |
| ترانه‌های باشگاه رقص ایالات متحده (بیلبورد)        | ۱             |
| ترانه‌های داغ رقص/الکترونیک ایالات متحده (بیلبورد) | ۳             |
| ۴۰ آهنگ برتر جریان اصلی ایالات متحده (بیلبورد)    | ۱۲            |
| ریتمیک ایالات متحده (بیلبورد)                     | ۲۳            |

| جدول (۲۰۱۳)                                       | جایگاه |
| ------------------------------------------------- | ------ |
| اتریش (او۳ تاپ ۴۰ اتریش)                          | ۴۰     |
| بلژیک (اولتراتاپ فلاندرز)                         | ۴      |
| بلژیک (اولتراتاپ والونی)                          | ۷      |
| فرانسه (اس‌ان‌ئی‌پی)                                 | ۲۱     |
| آلمان (مدیا کنترل آگ)                             | ۲۶     |
| مجارستان (۴۰ آهنگ رقص برتر)                       | ۱۹     |
| مجارستان (رادیوس تاپ ۴۰)                          | ۵۱     |
| هلند (۴۰ آهنگ برتر هلند)                          | ۱۶     |
| هلند (۱۰۰ تک‌آهنگ برتر)                            | ۱۲     |
| سوئد (سوریگتوپلیستان)                             | ۲۱     |
| سوئیس (شوایزر هیت‌پاراد)                           | ۱۴     |
| تک‌آهنگ‌های بریتانیا (شرکت جدول‌های رسمی)            | ۶۴     |
| ترانه‌های داغ رقص/الکترونیک ایالات متحده (بیلبورد) | ۲۵     |

| جدول (۲۰۱۴)                                       | جایگاه |
| ------------------------------------------------- | ------ |
| اتریش (او۳ تاپ ۴۰ اتریش)                          | ۴۲     |
| بلژیک (اولتراتاپ فلاندرز)                         | ۷۰     |
| بلژیک (اولتراتاپ والونی)                          | ۶۳     |
| آلمان (جدول‌های رسمی آلمان)                        | ۴۵     |
| مجارستان (۴۰ آهنگ رقص برتر)                       | ۱۵     |
| ایتالیا (اف‌آی‌ام‌آی)                                | ۷۴     |
| ایرپلی روسیه (تاپ‌هیت)                             | ۴۵     |
| اسپانیا (پروموزیکا)                               | ۲۹     |
| سوئد (سوریگتوپلستان)                              | ۴۹     |
| سوئیس (شوایز هیت‌پاراد)                            | ۳۳     |
| ۱۰۰ آهنگ داغ بیلبورد ایالات متحده                 | ۷۱     |
| ترانه‌های داغ رقص/الکترونیک ایالات متحده (بیلبورد) | ۸      |

| جدول (۲۰۱۰–۲۰۱۹)                                  | جایگاه |
| ------------------------------------------------- | ------ |
| ترانه‌های داغ رقص/الکترونیک ایالات متحده (بیلبورد) | ۴۲     |

## گواهینامه‌ها
| منطقه | گواهی     | واحد گواهی‌شده/فروش |
| --- | --------- | ------------------ |
| استرالیا (آی‌اف‌پی‌آی استرالیا) | پلاتین    | ۷۰٬۰۰۰^            |
| بلژیک (بی‌ئی‌ای) | ۲× پلاتین | ۶۰٬۰۰۰*            |
| کانادا (میوزیک کانادا) | ۲× پلاتین | ۱۶۰٬۰۰۰*           |
| دانمارک (آی‌اف‌پی‌آی) | طلا       | ۱۵٬۰۰۰^            |
| آلمان (بی‌وی‌ام‌آی) | پلاتین    | ۳۰۰٬۰۰۰^           |
| ایتالیا (اف‌آی‌ام‌آی) | ۲× پلاتین | ۶۰٬۰۰۰             |
| نیوزیلند (آرآی‌ای‌ان‌زد) | طلا       | ۷٬۵۰۰*             |
| نروژ (آی‌اف‌پی‌آی نروژ) | ۲× پلاتین | ۲۰٬۰۰۰*            |
| سوئد (گی‌ال‌اف) | پلاتین    | ۴۰٬۰۰۰             |
| بریتانیا (بی‌پی‌آی) | پلاتین    | ۶۰۰٬۰۰۰            |
| ایالات متحده (آرآی‌ای‌ای) | ۲× پلاتین | ۲٬۰۰۰٬۰۰۰          |
| پخش جاری |           |                    |
| دانمارک (آی‌اف‌پی‌آی) | ۲× پلاتین | ۳٬۶۰۰٬۰۰۰          |
| اسپانیا (سازنده‌های موسیقی) | طلا       | ۴٬۰۰۰٬۰۰۰          |
| * رقم فروش تنها بر پایهٔ گواهی‌ها. · ^ رقم توزیع تنها بر پایهٔ گواهی‌ها. · رقم فروش+پخش جاری تنها بر پایهٔ گواهی‌ها. · رقم فقط پخش جاری تنها بر پایهٔ گواهی‌ها. |           |                    |

## تاریخچه انتشار
| کشور         | تاریخ           | نسخه                       | قالب(ها)       | ناشر(ها)        | م.     |
| ------------ | --------------- | -------------------------- | -------------- | --------------- | ------ |
| گوناگون      | ۱ ژوئیهٔ ۲۰۱۳    | نسخه تک‌آهنگ ویراست رادیویی | دانلود دیجیتال | اسپینین'        | [ ۸۳ ] |
| آلمان        | ۲ اوت ۲۰۱۳      | نسخه تک‌آهنگ ویراست رادیویی | دانلود دیجیتال | تایگر           | [ ۸۴ ] |
| اسکاندیناوی  | ۸ اکتبر ۲۰۱۳    | نسخه تک‌آهنگ ویراست رادیویی | دانلود دیجیتال | دیسکو:وکس       | [ ۸۵ ] |
| بریتانیا     | ۱۰ نوامبر ۲۰۱۳  | نسخه تک‌آهنگ ویراست رادیویی | دانلود دیجیتال | سایلنت ریپابلیک | [ ۸۶ ] |
| بریتانیا     | ۸ نوامبر ۲۰۱۳   | ریمیکس‌ها – چندآهنگه        | دانلود دیجیتال | سایلنت ریپابلیک | [ ۸۷ ] |
| ایالات متحده | ۱۷ سپتامبر ۲۰۱۳ | نسخه تک‌آهنگ                | دانلود دیجیتال | سایلنت ریپابلیک | [ ۸۸ ] |